# Marion Kracht
Marion Bettina Kracht (* 5. Dezember 1962 in München) ist eine deutsche Schauspielerin, Regisseurin, Sprecherin und Autorin.

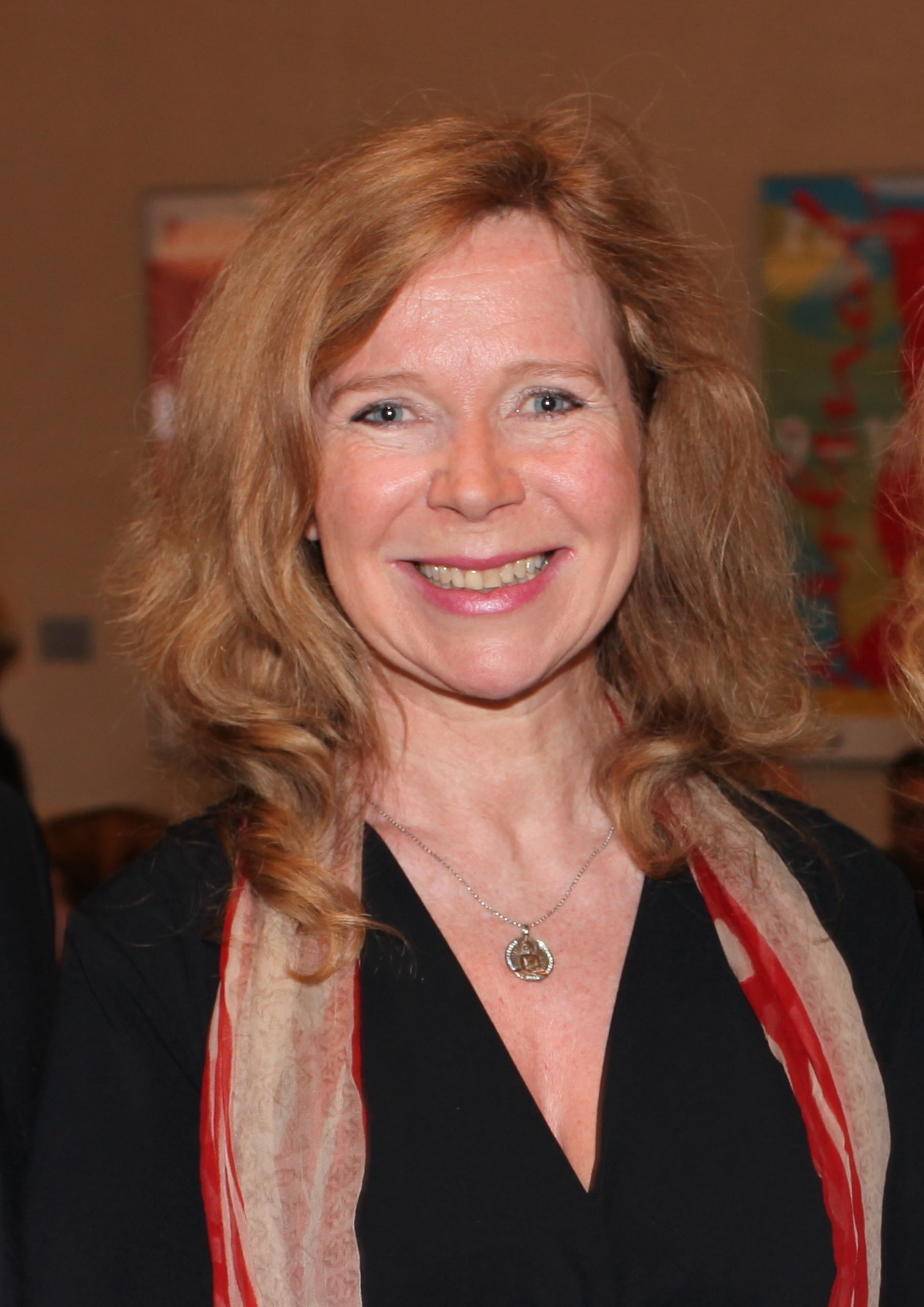
Marion Kracht, 2014

## Leben und Karriere
Bereits im Alter von fünf Jahren stand die Tochter des Künstlers Fritz-André Kracht für einen Fernsehfilm sowie für Werbeaufnahmen vor der Kamera. Während ihrer Schulzeit pendelte sie zwischen Schule und Filmstudio. Mit 14 Jahren bekam sie die Rolle der Heranwachsenden Tony Buddenbrook in der Fernsehverfilmung von Thomas Manns Roman Buddenbrooks. Ihr Bruder Claudius spielte in der Verfilmung den jungen Christian Buddenbrook. Während ihrer Teenagerjahre spielte sie in der Kinderserie Das feuerrote Spielmobil sowie in Babbelgamm mit.
Von 1982 bis 1984 nahm sie bei Ursula Neureuther in München Schauspielunterricht, 1988 besuchte sie die Herbert-Berghoff-Schauspielschule in New York. Außerdem absolvierte sie von 1991 bis 1995 eine Weiterbildung für Improvisation bei Keith Johnstone in Berlin. Ab 1998 nahm sie Unterricht für Stimmbildung bei Annette Goeres und arbeitete mit verschiedenen Coaches u. a. Sigrid Andersson, Jens Roth, Frank Betzelt zusammen.
Kracht gelang der Übergang zur Erwachsenendarstellerin mit der Titelrolle in der Fernsehserie Christian und Christiane. Der Durchbruch gelang ihr 1985 mit der Rolle der Tina in der Familienserie Diese Drombuschs. Sie hat über 100 verschiedene Fernseh-, Bühnen- und Kinorollen gespielt.
Seit 1988 lieh Kracht ihre Stimme der Animationsfigur Bessie, einer Katze. Bessie und Bingo waren Animationsfiguren, die der Südwestrundfunk in seinen Werbeblöcken zwischen den einzelnen Spots im wöchentlichen Wechsel mit Äffle und Pferdle ausstrahlte.
Seit vielen Jahren engagiert sich Kracht sozial. Unter anderem hat sie seit Anfang der 1990er Jahre mehrere Patenschaften beim Kinderhilfswerk Plan International, ist dort Kuratoriumsmitglied, Fördermitglied bei der Berliner Tafel, Greenpeace, BUND, Deutsche Umwelthilfe und übernahm die Patenschaft für die Aktion Biobrotbox (2009–2011).
250 Mal spielte die Trägerin der Goldenen Kamera die gehörlose Sarah in Gottes vergessene Kinder und setzte sich für die Belange Gehörloser ein. 2002 erhielt sie das Bundesverdienstkreuz. Die engagierte Klimaschützerin ist seit 1989 Vegetarierin, hat eine eigene Bio-Feinkostlinie entwickelt und ernährt sich überwiegend vegan.  Sie entwarf zwei vegane Kollektionen für Lana und ist Autorin von zwei vegetarischen Kochbüchern. Marion Kracht lebt verheiratet mit dem Architekten Berthold Manns in Berlin und hat zwei Söhne.

## Filmografie (Auswahl)
- 1969 : Hurra, die Schule brennt
- 1969: Das feuerrote Spielmobil
- 1971: Wer zuletzt lacht, lacht am besten
- 1972: Pulle + Pummi (Fernsehfilm)
- 1972: Das Geheimnis der Mary Celeste (Fernsehfilm)
- 1974: Autoverleih Pistulla (Fernsehserie, Folge Rosis Unschuld)
- 1974: Du Land der Liebe (Fernsehfilm)
- 1974: Der Kommissar Folge 76: Sein letzter Coup
- 1975/78: Lady Dracula
- 1976: Karl, der Gerechte (Fernsehserie)
- 1977: Das chinesische Wunder
- 1978: Leidenschaftliche Blümchen
- 1978: Von Liebe ganz zu schweigen (Kurzfilm)
- 1978/79: Unternehmen Rentnerkommune (Fernsehserie, 4 Folgen)
- 1979: Die Buddenbrooks (Fernsehserie, Folge Das neue Haus)
- 1979: Aktenzeichen XY … ungelöst – Filmfall Discomord
- 1979: Das feuerrote Spielmobil (Fernsehserie)
- 1980: Exil
- 1980: Die Undankbare (Fernsehfilm)
- 1981: Nach Mitternacht
- 1981: Das kleine Hotel (Fernsehfilm)
- 1981: Zurück an den Absender (Fernsehfilm)
- 1982: Christian und Christiane (Fernsehserie, 14 Folgen)
- 1982: Familienbande (Fernsehserie)
- 1982: Der Jagerloisl (Fernsehfilm)
- 1983: Es gibt noch Haselnußsträucher (Fernsehfilm)
- 1983: Abenteuer Bundesrepublik (Fernsehserie)
- 1983: Engel auf Rädern (Fernsehserie, Folge Bezahlt wird in bar)
- 1984: Er-Goetz-liches (Fernsehfilm)
- 1984: Tanzschule Kaiser (Fernsehserie)
- 1984: Das Geschenk (Fernsehfilm)
- 1984: Tiere und Menschen (Fernsehserie)
- 1985–1998: Derrick (Krimiserie, 9 Folgen)
- 1985: Alte Sünden rosten nicht (Fernsehfilm)
- 1985+1988: Die Schwarzwaldklinik (Fernsehserie, 5 Folgen)
- 1985–1994: Diese Drombuschs (Fernsehserie, 30 Folgen)
- 1985–1989: Ein Heim für Tiere (Fernsehserie, 27 Folgen)
- 1986: Spätes Erröten (Fernsehfilm)
- 1987: Tödlicher Auftrag
- 1988: The Contract (Fernsehserie, 1 Folge)
- 1988: Polizeiinspektion 1 (Fernsehserie, Folge Unheimlich seriös)
- 1989: Seine beste Rolle (Fernsehfilm)
- 1989: Praxis Bülowbogen (Fernsehserie, Folge Sieg auf der ganzen Linie)
- 1992: Felix und 2 × Kuckuck (Fernsehserie)
- 1993: Freunde fürs Leben (Fernsehserie, 3 Folgen)
- 1993: Böses Blut (Fernseh-Mini-Serie, 4 Folgen)
- 1993: Kein perfekter Mann (Fernsehfilm)
- 1994: Der Nelkenkönig (Fernsehserie)
- 1993: Il Mister
- 1993: Das Traumschiff: Hongkong
- 1994: Coked out (Kurzfilm, Hochschulfilmproduktion)
- 1994–2000: Der Havelkaiser (Fernsehserie, 11 Folgen)
- 1995: Flucht ins Paradies (Fernseh-Mini-Serie, 3 Folgen)
- 1995: Inseln unter dem Wind (Fernsehserie)
- 1995: La Voce del cuore (Fernseh-Mini-Serie, 4 Folgen)
- 1996: Tödliche Wende (Fernsehfilm)
- 1996: Die Geliebte (Fernsehserie, Folge Letztes Rosenrot)
- 1997: Klassenziel Mord (Fernsehfilm)
- 1997: Dove comincia il sole
- 1997: Verwirrung des Herzens (Fernsehserie)
- 1999: Die letzte Station
- 2000: Dr. Sommerfeld – Neues vom Bülowbogen (Fernsehserie, Folge Hinter verschlossenen Türen)
- 2000, 2001: Unser Charly (Fernsehserie, Folgen Mitten ins Herz und Charly und Robbie)
- 2000, 2004: Siska (Krimiserie, Folgen Sonjas Freund und Solange das Herz schlägt)
- 2001: Das Traumschiff: Las Vegas
- 2001–2006: Hallo Robbie! (Fernsehserie, 46 Folgen)
- 2002: SOKO Leipzig (Krimiserie, Folge Der Lockvogel)
- 2002: Der Landarzt (Fernsehserie, Folge Unerwarteter Besuch)
- 2002: Für alle Fälle Stefanie (Fernsehserie, Folge Türkische Hochzeit)
- 2002: Väter
- 2002: Alphateam – Die Lebensretter im OP (Fernsehserie, Folge Sternschnuppen)
- 2002, 2013: In aller Freundschaft (Fernsehserie, Folgen Der erste Schritt und Süßer die Glocken nie klingen)
- 2004: Im Namen des Gesetzes (Krimiserie, Folge Die verlorene Tochter)
- 2004: Little Miss Perfect (Kurzfilm, Hochschulfilmproduktion)
- 2005: Die Traumschiff-Gala (Fernsehfilm)
- 2005: SOKO Kitzbühel (Krimiserie, Folge Aus der Stille kommt der Tod)
- 2005: Der Ferienarzt … auf Capri
- 2005–2009: Familie Sonnenfeld (Fernsehserie, 9 Folgen)
- 2006: Das Traumhotel – Indien
- 2006: Liebe, Babys und ein großes Herz (Fernsehfilm)
- 2007: Mein Führer – Die wirklich wahrste Wahrheit über Adolf Hitler
- 2007, 2008 Ein Fall für Nadja (Fernsehserie, 6 Folgen)
- 2007, 2016: SOKO Wismar (Krimiserie, Folgen Nasser Tod und Der Dicke)
- 2008: Rosamunde Pilcher – Melodie der Liebe
- 2008: Liebe, Babys und ein großes Herz – Das Versprechen (Fernsehfilm)
- 2008: Liebe, Babys und ein großes Herz – Neue Wege (Fernsehfilm)
- 2009: 30 Karat Liebe (Fernsehfilm)
- 2009: Liebe, Babys und der Zauber Afrikas (Fernsehfilm)
- 2009: SOKO Köln (Krimiserie, Folge Tod im Zoo)
- 2010: Der Bergdoktor (Fernsehserie, Folge Neuordnung)
- 2010: Liebe, Babys und Familienglück (Fernsehfilm)
- 2010: Das Leben ist zu lang
- 2011: Liebe, Babys und ein Stückchen Heimat (Fernsehfilm)
- 2011: Liebe, Babys und ein Herzenswunsch (Fernsehfilm)
- 2012: Kommissar Stolberg (Krimiserie, Folge Der Mann, der weint)
- 2012: Liebe, Babys und ein Neuanfang (Fernsehfilm)
- 2012: Liebe, Babys und gestohlenes Glück (Fernsehfilm)
- 2012: Ein Sommer in Schottland (Fernsehfilm)
- 2013: Das Traumschiff: Puerto Rico
- 2013: Morden im Norden (Krimiserie, Folgen Giftmüll und Auf der Klippe)
- 2013: SOKO Stuttgart (Krimiserie, Folge Bis zur letzten Rille)
- 2015: Bettys Diagnose (Fernsehserie, Folge Helden)
- 2015–2019: Dr. Klein (Fernsehserie, 17 Folgen)
- 2016: In aller Freundschaft – Die jungen Ärzte (Fernsehserie, Folge Spurensuche)
- 2017: Los Veganeros 2
- 2017: Babylon Berlin (Fernsehserie, 3 Folgen)
- 2018: Inga Lindström – Die andere Tochter
- 2018: Bettys Diagnose (Fernsehserie, Folge Einer für den anderen)
- 2019: Dr. Klein (Fernsehserie, Folge Aller Anfang ist schwer)
- seit 2020: WaPo Berlin (Fernsehserie)
- 2020: Schlaf (Thriller)
- seit 2020 bei der Fernsehreihe Der Usedom-Krimi
  - 2020: Entführt
  - 2021: Der lange Abschied
  - 2023: Geburt der Drachenfrau - 2. Teil der kleinen Trilogie
  - 2023: Schlepper - Finale der kleinen Trilogie
  - 2024: Emma
- 2021: Kreuzfahrt ins Glück: Hochzeitsreise in die Toskana (Fernsehserie)
- 2022: Meine Mutter raubt die Braut (Fernsehreihe)
- 2022: Nord bei Nordwest (Filmreihe, Folge Canasta)[9]
- 2023: SOKO Wismar (Krimiserie, Folge Tiefe Wasser)
- 2023: Mordsschwestern – Verbrechen ist Familiensache – Hensleffs letzter Fall
- 2023: Bettys Diagnose (Fernsehserie, Folge Unausgesprochen)
- 2024: Zwei Erben sind einer zu viel (Fernsehfilm)
- 2025: Flucht aus Lissabon (Fernsehfilm)
- 2025: SOKO Donau/SOKO Wien (Fernsehserie, Folge: Nix rennt ohne Geld)

## Theaterengagements (Auswahl)
- Contra-Kreis-Theater in Bonn
- Renaissance-Theater in Berlin
- Theater am Kurfürstendamm in Berlin
- Kleine Komödie in München
- Bad Hersfelder Festspiele
- Theatergastspiele Kempf
- Kammerspiele in Hamburg

## Auszeichnungen
- 1985: Silberne Kamera in der Kategorie „beliebteste Schauspielerin“ der Fernsehzeitschrift Hörzu
- 1998: Inthega Preis für Gottes vergessene Kinder
- 2002: Bundesverdienstkreuz am Bande für soziales Engagement
- 2020: Nominierung als beste Nebendarstellerin Deutscher Schauspielpreis für den Film Schlaf